# 미가의 우상

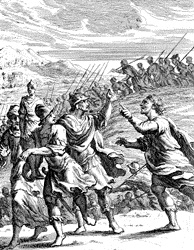
요한 크리스토프 바이겔의 1695년작 목판화, 미가와 단 지파

미가의 우상 이야기는 판관기(판관기 17장과 판관기 18장)에 기록된 단 지파가 라이스를 정복하고 그곳에 성소를 세운 이야기이다. 미가는 드라빔과 기타 신앙 물품들을 만들었고, 이것들은 후에 라이스에 단이 세워질 때 그곳에 설치되었다.

## 성경 기록
판관기 17장에 기록된 이야기에 따르면, 에브라임 지파 지역, 아마도 벧엘 근처에 살던 미가라는 남자가 그의 어머니에게서 은 셰켈 1100개를 훔쳤는데, 어머니가 그것을 저주하자 돌려주었다. 그러자 어머니는 그 돈을 야훼에게 바쳐 새긴 우상과 은 우상을 만들기로 하고, 은세공인에게 셰켈 200개를 주어 새긴 우상과 우상을 만들게 했다. 이것들은 미가의 집에 있는 신당에 놓였고, 미가는 에봇과 드라빔을 만들고 자기 아들 중 하나를 제사장으로 세웠다. 유다 베들레헴 출신으로 미가 근처에 살던 젊은 레위인이 방랑하다가 미가의 집을 지나게 되었고, 미가는 그에게 연간 은 10셰켈과 옷, 음식을 주겠다고 하며 제사장이 되어달라고 요청했고, 레위인은 동의했다.

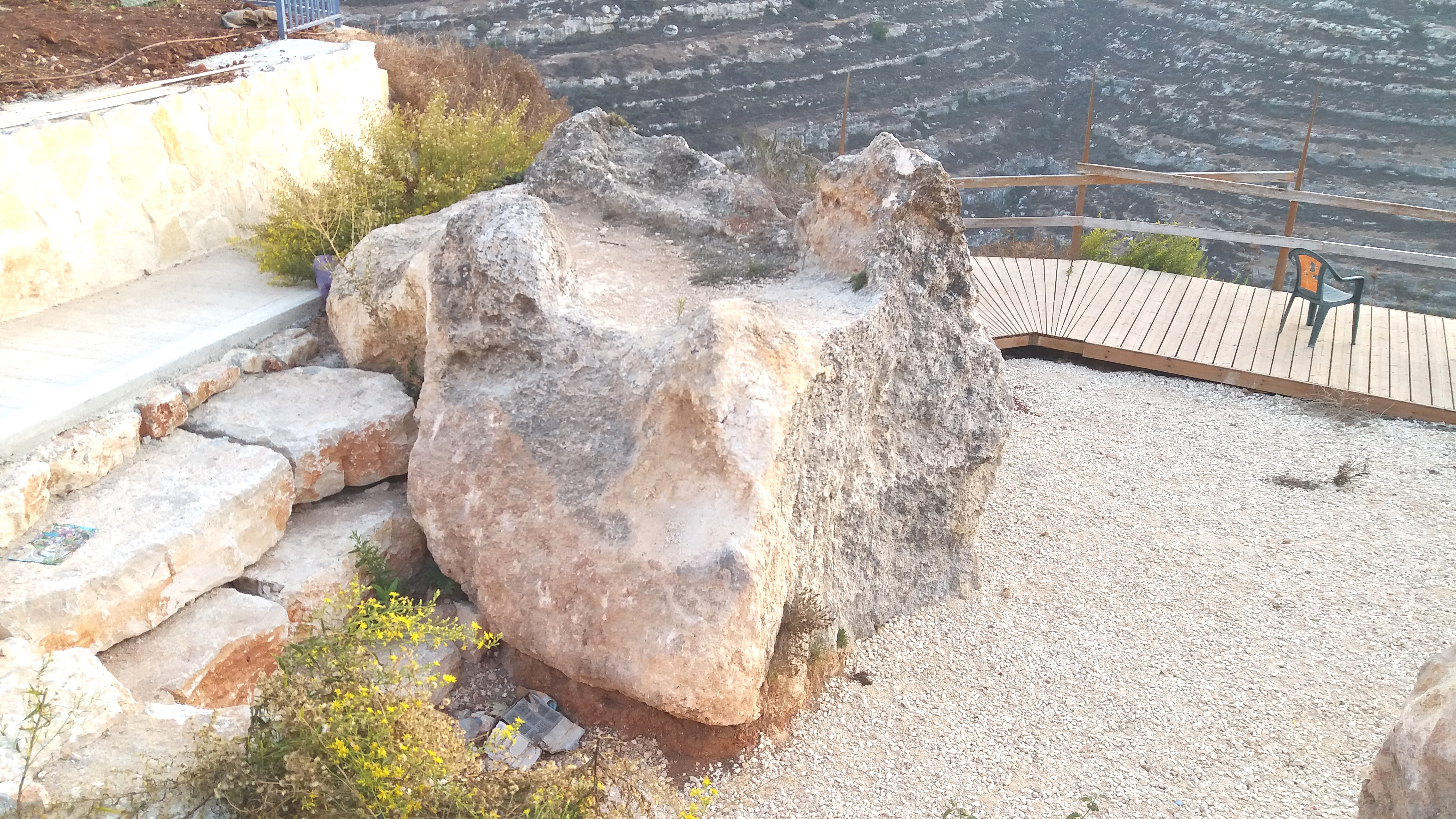
미가의 제단. 사마리아 기바트 하렐 마을에 위치.

당시 영토가 없던 단 지파는 소라와 에스다올에서 다섯 명의 전사들을 보내 자신들의 씨족을 대표하여 땅을 정찰하게 했다. 성경 본문에서 정찰병들이 우연히 미가의 집에 들러 밤을 보냈다. 미가의 집에 우연히 들렀을 때, 그들은 레위인의 목소리를 알아보고 (성서학자들은 이것이 그의 방언이나 제사장적인 억양를 알아본 것을 의미한다고 본다), 그에게 여기서 무엇을 하는지 물었고, 레위인은 설명해주었다. 단 지파의 나머지 사람들에게 돌아와, 정찰병들은 시돈 사람들과 비슷하지만 시돈이 멀리 떨어져 있어서 동맹이 없는, 비무장된 비옥한 땅의 도시 라이스에 대해 이야기했다. 단 지파는 그 결과 라이스를 공격하기 위해 600명의 전사들을 보냈고, 여행 중에 미가의 집을 지나갔는데, 다섯 명의 정찰병들이 그들에게 그곳에 대해 알려주었다.
그 후 다섯 정찰병들은 미가의 집으로 들어가 우상, 에봇, 드라빔, 새긴 우상을 훔쳐 집 밖으로 가져갔고, 600명의 전사들은 문에 서 있었다. 제사장이 그들에게 무엇을 하는지 물었지만, 그는 단지 한 집의 제사장이 아니라 전체 지파의 제사장이 될 수 있다는 설득에 그들과 함께 가기로 했다. 미가는 무슨 일이 일어났는지 알고 이웃들을 모아 전사들을 추격하기 시작했다. 하지만 미가가 그들을 만났을 때 자신이 수적으로 열세임을 깨닫고 추격을 포기하고 빈손으로 집으로 돌아왔다.
전사들은 마침내 라이스에 도착하여 정복하였다. 단 지파는 그 후 도시를 재건하고 이름을 '단'으로 지었으며, 우상들을 설치하고 게르솜의 아들 요나단과 그의 후손들을 제사장으로 세웠다. 이 인물은 아마도 이야기 속에 등장했던 레위인일 것이지만, 이 이야기에 그 이름은 언급되지 않았다. 게르솜과 그의 아들들은 아시리아 유수 이전까지 제사장으로 있었고, 실로에 하나님의 집이 있는 동안 우상들은 계속 사용되었다. 학자들은 이 땅의 포로는 티글라트-필레세르 3세에 의한 기원전 733/732년의 이스라엘 왕국의 아시리아 정복을 의미하고, 실로에 하나님의 집이 있었다는 것은 히즈키야의 종교 개혁 시기를 의미한다고 생각한다. 그러나 소수 학자들의 지지를 받는 다른 가능성은, 이 땅의 포로기가 오자이며 언약궤의 포로기라고 읽어야 한다고 주장한다. 이는 에벤에젤 전투와 블레셋인에게 언약궤가 붙잡힌 것을 의미하며, 실로에 하나님의 집이 없어진 것도 이를 가리킨다는 것이다.

## 본문 분석
본문에는 많은 중복 구절이 있다. 라이스는 18장 7절과 18장 27-28절 모두에서 평화롭고, 비무장하며, 비실용적으로 시돈 사람들하고만 동맹을 맺었다고 묘사된다. 이스라엘에 왕이 없었다고 17장 6절과 18장 1절 모두에서 언급된다. 레위인은 17장 11절과 17장 12절에서 미가와 함께 살기 시작한다. 본문은 모순되는 것처럼 보인다. 17장 7절에서 레위인은 미가 이웃에 살던 젊은 남자이지만, 다음 절에서는 떠돌이 레위인이다. 18장 19절에서 제사장은 자발적으로 그들과 함께 가지만, 18장 27절에서는 붙잡혀 간다. 18장 30절에서 우상들은 땅이 포로로 잡힐 때까지 사용되지만, 18장 31절에서는 하나님의 집이 실로에서 없어질 때까지 사용되었다고 한다. 비판적 학자들은 따라서 본문이 아마도 두 개의 이전 서사들을 이어 붙여 만들어졌다고 믿는다. 다수설은 이 이어 붙인 서사 중 하나가 판관기 17장 1절, 17장 5절, 17장 8-11a절, 17장 12a절, 17장 13절, 18장 1절, 18장 2절 일부, 18장 3b절, 18장 4b-6절, 18장 8-10절, 18장 11절 일부, 18장 12절, 18장 13절 일부, 18장 14절, 18장 16절, 18장 18a절, 18장 19-29절, 그리고 18장 31절이며, 나머지 절들이 다른 서사라고 본다.
이 서사들을 분리하면, 첫 번째 서사에서는 다음과 같은 내용을 발견할 수 있다.
- 미가는 에브라임 출신이며, 에봇과 드라빔이 있는 성소를 가지고 있었다.
- 미가는 처음에는 자기 아들을 제사장으로 세웠다.
- 레위인은 지나가다가 미가에 의해 보수, 옷, 음식을 받는 대가로 임명되었다.
- 다섯 정찰병은 단 지파에 의해 소라와 에스다올에서 파견되어 미가의 집에서 밤을 보냈고, 레위인에게 축복을 받았다.
- 레위인은 온 지파의 제사장이 될 수 있다는 설득에 전사들과 합류하기로 했다.
- 미가와 그의 이웃들은 단 지파를 추격했지만 싸움을 포기하도록 설득당했다.
- 단 지파는 비옥한 지역인 라이스에 도착하여 약하게 방어된 도시를 공격하고 주민들을 공격하며 도시를 불태웠다.
- 라이스는 재건되고 단으로 이름이 바뀌었으며, 미가의 우상들은 하나님의 집이 실로에 없을 때까지 그곳에서 사용되었다.

두 번째 서사에서는 다음과 같다.
- 미가는 어머니에게서 돈을 훔쳤고, 어머니는 그것을 야훼에게 봉헌했으며, 그 중 일부를 새긴 우상과 은 우상으로 만들게 했다.
- 레위인은 미가 근처에 거주 외국인으로 살았다 (히브리어 단어는 때때로 나그네로 번역되어 첫 번째 서사와 더 유사하게 만든다).
- 레위인은 미가에게 아들 같았다.
- 다섯 정찰병들은 그들의 씨족을 대표하여 미가의 집을 지나가다가 레위인의 목소리를 알아들었다.
- 정찰병들은 라이스가 비옥한 지역으로 둘러싸여 있고 약하게 방어된 도시라고 보고했고, 그래서 단 지파는 그곳을 공격하기로 결정했다.
- 정찰병들은 미가에게서 우상들을 가져갔고, 이에 항의하는 레위인은 600명의 전사들이 문에 서 있는 동안 함께 있었다.
- 라이스에 도착하자마자 단 지파는 우상들을 세우고, 게르솜의 아들 요나단과 그의 후손들을 제사장으로 임명했으며, 이러한 상황은 이 땅이 포로로 잡힐 때까지 계속되었다.

또한, 처음 네 구절(17:1–4)은 본문의 나머지 부분과는 다른 형태의 미가 이름을 사용한다. 학자들은 이 구절들이 필사본 변형을 겪었으며 원래 순서에서 벗어났다고 생각한다. 원래 순서는 아마도 어머니가 먼저 은을 야훼에게 봉헌했고, 그 후에야 아들이 도둑질을 자백했다는 것이다. 은 봉헌은 어머니가 아들의 도둑질을 자백하게 하려는 계략이었을 가능성이 높다 (특히 그녀가 봉헌된 목적에 은의 일부만 사용했기 때문에).
이 두 서사의 출처에 대해 자료비평에서 논쟁이 있다. 육경과 유사한 이론을 지지하는 학자들 사이에서도 첫 번째 서사를 엘로힘 문서 또는 야훼문서로 보아야 하는지에 대한 불확실성이 있으며, 두 번째 서사의 기원은 훨씬 더 논쟁적이다. 일부 고고학자들은 이 이야기가 기원전  1000년c.으로 추정되는 유적지 층의 파괴에 대한 기억을 보존하고 있을 수 있다고 제안했다. 본문학자들은 이 이야기 전체가 궁극적으로 이스라엘 왕국에서 중요한 성소가 된 단의 성소를 비방하기 위해 작성되었으며, 이는 그곳에 우상이 존재하는 것을 반대한 작가나 작가들에 의해 쓰였다고 믿는다. 라이스 사람들 외에는 모든 인물이 부정적으로 묘사된다는 점은 주목할 만하다. 미가는 도둑이고 (적어도 두 번째 서사에서), 그의 어머니는 1100셰켈을 봉헌했지만 그 중 200셰켈만 봉헌된 목적에 사용하고 (역시 두 번째 서사에서), 어머니는 주조하고 새긴 우상을 만들게 하는데 (두 번째 서사) 이는 미츠바를 어기는 것이다. 단 지파는 우상들을 훔치고, 레위인은 불충하며 (첫 번째 서사에서), 단은 평화롭고 비무장된 도시 라이스를 잔인하게 정복하고 파괴한다 (첫 번째 서사에서).

## 랍비 문학에서
미가는 랍비 문학에서 다양하게 동일시된다. 일부 랍비들은 그를 비그리의 아들 세바와 동일하게 보거나 여로보암의 아버지 느밧과 동일하게 본다. 랍비 문헌들은 미가를 별칭으로 간주하고, (현대 언어학자들에게는 지지되지 않는) 어원적으로 '짓밟힌 자'를 의미한다고 해석하는데, 이는 모세 이야기에서 짚 없는 벽돌에 관한 하가다 서사에 대한 언급이다. 하가다 서사에서 이스라엘 백성들은 벽돌 만드는 일을 완수하기 위해 필사적이었지만 동시에 그렇게 할 수 없었기 때문에, 벽돌이 부족한 벽돌 작업에 자녀들을 넣을 수밖에 없었다. 모세는 벽돌에 의해 이미 짓밟힌 아이, 즉 미가를 구해내어 그를 생명과 건강을 되찾게 했다.
고전 랍비 문헌들은 모두 미가가 출애굽에 참여했다고 보고하지만, 일부 랍비 문헌들은 미가가 이집트에서 우상을 가지고 왔다고 믿었다고 말하는 반면, 다른 문헌들은 그가 우상을 만드는 데 사용된 은만 가져왔다고 주장한다. 또한 미가가 금송아지를 만들게 한 원인이라는 전승도 있다. 이 전승에 따르면, 모세는 요셉의 관을 나일강에서 건져내기 위해 '황소여 올라오라'(요셉을 황소에 비유)는 말이 적힌 나무조각을 광야의 강에 던졌고, 미가는 그 후 그 나무조각을 주워 아론이 금을 던진 불 속에 던져 금송아지가 나오게 했다는 것이다.
명백한 우상숭배에도 불구하고, 미가는 완전히 부정적인 인물로 취급되지 않았고, 그의 환대에 대해 크게 칭찬받았다. 한 랍비 서사에서는 하나님이 미가의 친절 때문에 천사들이 미가의 우상을 쓰러뜨리는 것을 막았다. 산헤드린 101b는 미가를 다른 두 사람과 동일시했다.

"한 탄나(랍비)는 다음과 같이 가르쳤다: 느밧, 미가, 그리고 비그리의 아들 세바는 동일한 인물이다." 이 세 사람은 징조와 전조를 자신들이 통치할 것이라는 의미로 해석했다. "세 사람은 보았지만 이해하지 못했다."

루이스 긴즈버그의 고전 《유대인의 전설》은 미가의 어머니가 다름 아닌 데릴라이며, 블레셋인들이 삼손의 비밀을 알아내기 위해 그녀에게 1,100셰켈을 뇌물로 주었다고 언급한다.

## 같이 보기
- 단 (도시)